# 1968년 일본 자유민주당 총재 선거
1968년 자유민주당 총재 선거(일본어: 1968年自由民主党総裁選挙)는 1968년 11월 27일에 실시된 자유민주당 총재를 선출하기 위한 선거다.

## 과정
사토 에이사쿠의 총재 임기가 만료되자 치러진 선거로 히비야 공회당에서 진행됐다. 사토는 3선을 노렸고 미키 다케오와 마에오 시게사부로가 이에 대항해 출마했다. 마에오는 이번 선거에서 패배해도 2위에 들면 사토의 차기를 노릴 수 있다고 생각했지만 미키에게 12표 차이로 패배해 3위에 그쳤다. 이는 2년 뒤 마에오가 굉지회의 영수 자리에서 사실상 쫓겨나는 원인 중 하나로 작용하게 된다.

## 후보자
입후보제가 아니었기에 선거 활동을 한 의원들을 모두 표시했다.
| 사토 에이사쿠                                                              | 미키 다케오                                                                | 마에오 시게사부로                                                        |
|                                                                            |                                                                            |                                                                          |
| 중의원 의원(7선, 야마구치현 제2구) 내각총리대신(1964-현직) 총재(1964-현직) | 중의원 의원(12선, 도쿠시마현 전현구) 외무대신(1966-1968) 간사장(1964-1965) | 중의원 의원(8선, 교토부 제2구) 통상산업대신(1957-1958) 간사장(1961-1964) |
| 주산회(사토파)                                                             | 정책연구회(미키파)                                                         | 굉지회(마에오파)                                                         |
| 야마구치현                                                                 | 도쿠시마현                                                                 | 교토부                                                                   |

## 결과
자민당 총재 선거에서 입후보제가 도입된 건 1970년대의 일로 이 당시엔 입후보 표명 여부와 무관하게 자민당 소속 의원에 대한 표는 모두 유효표로 산정되었다.
| 후보자              | 득표수 | 득표율 |
| ------------------- | ------ | ------ |
| 사토 에이사쿠       | 249    | 55.09% |
| 미키 다케오         | 107    | 23.67% |
| 마에오 시게사부로   | 95     | 21.02% |
| 후지야마 아이이치로 | 1      | 0.22%  |
| 합계                | 452표  | 100%   |
| 유효 투표수         | 452표  |        |
| 무효표·백표         |        |        |
| 유권자 수           |        | 100%   |